# Liste von Zeitungen
Diese Liste enthält  bekannte Tageszeitungen und Wochenzeitungen einzelner Länder der Welt:

## Deutschsprachige Zeitungen
- Liste deutscher Zeitungen
- Liste österreichischer Zeitungen und Zeitschriften
- Liste von Schweizer Zeitungen
- Liste deutschsprachiger Zeitungen im Ausland

## International
- Financial Times
- International New York Times

## Afrika

### Algerien
- Akhersaa (Tageszeitung, arabisch, seit 2000)
- An-Nasr (Tageszeitung, arabisch seit 1973)
- El Moudjahid (Tageszeitung, französisch, seit 1962 in Algier)
- El Watan (Tageszeitung, französisch, seit 1990)
- El Khabar (Tageszeitung, arabisch, seit 1990)
- Schibak (Wochenzeitung, seit 1999)

### Eswatini
- Eswatini Observer  (Tageszeitung, englisch, seit 1981)

### Mali
- Le Télégraphe

### Simbabwe
- The Financial Gazette

## Asien und Ozeanien

### Afghanistan
- Haqiqat-e Inquilab-e Saur

### China

#### Hongkong
- Apple Daily
- Metro
- Ming Pao
- South China Morning Post (SCMP)
- The Standard

### Indonesien
- kompas
- Suara pembaruan

### Jordanien
- Jordan Times

### Korea

#### Nordkorea
- Rodong Sinmun
- The Pyongyang Times

#### Südkorea
- Seoul Shinmun
- Chosun Ilbo
- Dong-a Ilbo
- Kyunghyang Shinmun
- Hankook Ilbo
- JoongAng Ilbo (engl.)
- Hankyoreh
- Kookmin Ilbo
- Segye Ilbo
- Munhwa Ilbo
- Maeil Business Newspaper
- Korea Economic Daily
- Metro
- The Korea Herald (engl.)
- The Korea Times (engl.)

### Pakistan
- Aaj (Urdu: "Heute")
- A Pakistan News
- Dawn
- Urdu Times
- World Tribune Pakistan

### Saudi-Arabien
- Arab News (Zeitung für den gesamtarabischen Sprachraum)

### Sri Lanka
- Sunday Observer

### Taiwan
- China Times (chinesisch 中國時報, Pinyin Zhōngguó Shíbào)
- United Daily News (chinesisch 聯合報, Pinyin Liánhé Bào)
- Liberty Times (chinesisch 自由時報, Pinyin Zìyóu shíbào)

## Europa

### Bulgarien
- Trakija

### Färöer
- Dimmalætting
- Norðlýsið (Wochenzeitung)
- Sosialurin

### Finnland
- Aamulehti
- Etelä-Suomen Sanomat
- Helsingin Sanomat
- Hufvudstadsbladet (schwedisch)
- Ilkka
- Ilta-Sanomat
- Iltalehti
- Kaleva
- Karjalainen
- Lapin Kansa
- Metro
- Satakunnan Kansa
- Savon Sanomat
- Suometar (historisch)
- Turun Sanomat
- Työmies (historisch)

### Griechenland
- Kathimerini (Athener  Morgenzeitung)
- Eleftheros Typos
- Griechenland Zeitung (Wochenzeitung)
- Metro

### Island
- 24 stundir, vormals Blaðið, Erscheinen 2008 eingestellt
- DV
- Fréttablaðið
- Morgunblaðið

### Irland
- Daily Ireland
- Evening Herald
- Irish Independent
- The Irish Times

### Liechtenstein
- Liechtensteiner Vaterland
- Liechtensteiner Volksblatt

### Luxemburg

#### Deutsch (größtenteils)
- d’Lëtzebuerger Land (Wochenzeitung)
- Den neie Feierkrop (Wochenzeitung) (bis 2018)
- Lëtzebuerger Journal
- Luxemburger Wort
- Privat (Wochenzeitung)
- Tageblatt. Zeitung fir Lëtzebuerg
- woxx (Wochenzeitung)
- Zeitung vum Lëtzebuerger Vollek
- de Lëtzebuerger Bauer
- Point24 (Gratiszeitung) (bis Dezember 2012)

#### Französisch
- L’Essentiel (Online auch auf Deutsch) (Gratiszeitung)
- La Voix du Luxembourg (bis Ende September 2011)
- Le Jeudi (Wochenzeitung) (bis Juni 2019)
- Le Quotidien

#### Portugiesisch (ausschließlich)
- Contacto
- Correio (bis Ende April 2015)

### Portugal
- 24 horas
- A Bola
- Avante!
- Correio da Manhã
- Diário As Beiras
- Diário de Notícias
- Expresso
- In Madeira
- Jornal de Notícias
- Metro
- O Independente
- O Jogo
- Público
- Record
- Sol
- Visão
- Sábado

### Russland
- Argumenty i Fakty
- Iswestija
- Kommersant
- Komsomolskaja Prawda
- Krasnaja Swesda
- Literaturnaja gaseta
- Moskowski Komsomolez
- Nesawissimaja gaseta
- Nowaja gaseta
- Prawda
- Rossijskaja gaseta
- Trud
- Wedomosti

### Slowenien
- Delo, Ljubljana
- Dnevnik, Ljubljana
- Večer, Maribor
- Dolenjski list, Novo mesto

### Serbien
- Alo!
- Blic
- Dnevni Sportski List Sport (Sportzeitung)
- Kurir
- Magyar Szó (ungarisch)
- Politika
- Press
- Sportski žurnal (Sportzeitung)
- Večernje Novosti

### Tschechische Republik
- Blesk
- Hospodářské noviny
- Jihočeský deník
- Lidové noviny
- Mladá fronta Dnes
- Právo
- Rovnost

### Ungarn
- Blikk
- Heti Válasz
- Magyar Nemzet
- Magyar Hírlap
- Metro
- Nagyítás
- Népszabadság
- Népszava

### Vatikanstadt
- Osservatore Romano

### Zypern

#### Griechisch
- Alithia
- Haravgi
- Phileleftheros
- Politis
- Simerini

#### Türkisch
- Afrika
- Güneş
- Halkın Sesi
- Havadis Kıbrıs
- Kıbrıs
- Kıbrıs Postası
- Kıbrıslı
- Star Kıbrıs
- Volkan
- Yenidüzen
- Hürriyet
- Milliyet

#### Englisch
- Cyprus Mail
- Cyprus Star

#### Deutsch
- Zypern Times

## Nord- und Südamerika

### Brasilien
- A Gazeta, Vitória
- A Noite, Rio de Janeiro
- A Tribuna
- Brasil em Folhas, Goiás
- Brasil-Post, São Paulo, deutschsprachig
- Correio Braziliense
- Correio da Paraíba
- Correio Popular, Campinas
- Diário Catarinense
- Diário de Pernambuco
- Diário do Comercio, Minas Gerais
- Diário do Nordeste, Ceará
- Diário do Vale, Vale do Aço
- Diário Gaúcho
- Estado de Minas
- Extra, Rio de Janeiro
- Folha de S. Paulo
- G1, Internet-Zeitung
- Gazeta do Povo, Paraná
- Gazeta Mercantil, São Paulo
- Jornal A Tribuna, Rio Branco
- Jornal da Cidade, Sergipe
- Jornal da Paraíba
- Jornal do Brasil, Rio de Janeiro
- Lance!, Sportzeitung
- O Dia, Rio de Janeiro
- O Estado de S. Paulo
- O Imparcial, Maranhao
- O Globo
- Super Notícia, Belo Horizonte
- Tribuna da Bahia
- Tribuna do Norte
- Tribuna do Paraná, Curitiba
- Universo Online, Internet-Zeitung
- Zero Hora, Porto Alegre

### Chile
- Condor (deutschsprachig)
- El Mercurio
- El Mercurio de Valparaíso
- La Segunda
- La Tercera
- Las Últimas Noticias
- Metro

### Grönland
- Atuagagdliutit
- Sermitsiaq

### Kolumbien
- El Colombiano
- El Espacio
- El Espectator
- El Heraldo
- El País
- El Tiempo

### Mexiko
- El Sol de México
- El Universal
- Excélsior
- Imágen
- La Crónica de Hoy
- La Jornada
- Milenio
- Reforma
- Uno Mas Uno

### Uruguay
- Montevideo Times